# Eliane Giardini
Eliane Teresinha Giardini (Sorocaba, 20. listopada 1952.) je brazilska glumica.

## Filmografija

### Televizijske uloge
- Ninho da Serpente (as Lídia)
- Campeão (as Cristina)
- Vida Roubada (as Hilda)
- Meus Filhos, Minha Vida
- Uma Esperança no Ar (as Débora)
- Helena (as Joana)
- Caso Verdade
- Desejo (as Lucinda)
- Felicidade (as Isaura)
- Renascer (as Dona Patroa/Yolanda)
- Incidente em Antares (as Eleutéria)
- A Comédia da Vida Privada (as Helena)
- Irmãos Coragem (as Estela)
- Engraçadinha (as Maria Aparecida)
- Você Decide
- Explode Coração (as Lola)
- A Indomada (as Santa Maria)
- Você Decide (as Sílvia)
- Mulher (as Anita)
- Hilda Furacão (as Berta)
- Torre de Babel (as Wandona)
- Andando nas Nuvens (as Janete)
- Você Decide (as Ana)
- O Belo e As Feras (as Ludmila)
- Zorra Total (as Maria Rosa)
- Zorra Total (as Roxana)
- Os Maias (as The Countess of Gouvarinho)
- Os Normais (as Marta)
- O Clone (as Nazira Rachid)
- A Casa das Sete Mulheres (as Caetana)
- Um Só Coração (as Tarsila do Amaral)
- América (as Neuta)
- J.K. (as Tarsila do Amaral)
- Cobras & Lagartos (as Eva/Esmeralda)
- Eterna Magia (as Pérola)
- Capitu (as Dona Glória Santiago)
- Caminho das Índias (as Indira Ananda)
- Tempos Modernos (as Hélia Pimenta)
- Afinal, o Que Querem as Mulheres? (as Profª Noemi)
- Lara com Z (as Sandra Heibert)
- Avenida Brasil (as Muricy Araújo)
- O Outro Lado do Paraíso (as Nádia)